# Le Bras de diamant
Pour plus de détails, voir Fiche technique et Distribution.
Le Bras de diamant (titre original russe : Бриллиантовая рука, Brilliantovaïa rouka) est un film soviétique de 1968 réalisé par Leonid Gaïdaï. Cette comédie de Mosfilm comporte au générique plusieurs acteurs soviétiques célèbres, dont Iouri Nikouline, Andreï Mironov, Anatoli Papanov, Nonna Mordioukova et Svetlana Svetlitchnaïa.
Le Bras de diamant est une comédie soviétique culte, 4e plus gros succès de tous les temps en URSS. L'intrigue est inspirée d'un fait divers apparemment réel : des contrebandiers suisses auraient tenté de sortir d'URSS des bijoux dans un plâtre chirurgical. Le film prend le scénario inverse : il s'agit d'importation illicite d'or et de gemmes en URSS.

## Synopsis
Le contrebandier Guécha, alias Guennadi Petrovitch Kozodoïev (joué par Andreï Mironov) part en croisière avec un visa touristique sur le paquebot soviétique « Mikhaïl Svetlov ». Sur ordre de son chef de bande (joué par Nikolaï Romanov) il doit faire passer de l'or et des diamants de Turquie en Union soviétique. Pour ce faire, il doit trouver à Istanbul l'enseigne « Apotheke » (« pharmacie » en allemand, mot semblable au russe аптека apteka) « Chikanuk », y simuler une chute et dire le mot de passe « Bon sang ! »
Son voisin de cabine, l'économiste Semion Semenovitch Gorbounkov (joué par Iouri Nikouline) qui participe à la même croisière, passe par hasard près de la pharmacie avant Kozodoïev. Ne remarquant pas la croûte de pastèque sur le trottoir, Gorbounkov marche dessus, tombe et s’exclame involontairement : « Bon sang ! ». Les contrebandiers : le pharmacien (joué par Grigori Spiegel) et son assistant (Leonid Kanevsky) escortent alors Gorbounkov dans l'arrière-boutique de la pharmacie, l'examinent et remettent en place le bras luxé. De douleur, Semion Semenovitch perd brièvement conscience. Revenant à lui, il découvre que des inconnus lui mettent un pansement en plâtre sur le bras, en cachant entre chaque couche des bijoux et des pièces en or. De retour au navire, Gorbounkov raconte l'incident au capitaine.
Pendant ce temps, Guécha, qui est arrivé trop tard près de la pharmacie, a été chargé par les contrebandiers de récupérer les bijoux cachés dans le plâtre, mais les réactions imprévisibles de Gorbounkov font échouer toutes les tentatives des contrebandiers pour récupérer le contenu du « bras de diamant », et notre héros rembarque sur le « Mikhaïl Svetlov » et rentre chez lui en URSS avec son plâtre. Dans le port d'arrivée (en fait Batoumi), Semion Semenovitch rencontre l'agent secret Mikhaïl Ivanovitch (joué par Stanislav Tchekan) qui surveille les contrebandiers sous la couverture d'un chauffeur de taxi. Mikhaïl Ivanovitch propose à notre héros de jouer le rôle d'appât et lui donne des instructions pour cela. Se comportant avec naturel dans toutes les vicissitudes, l'exemplaire citoyen soviétique garde, sur la « tâche spéciale » qu'il effectue à la demande de Mikhaïl Ivanovitch, un secret absolu, y compris vis-à-vis de ses collègues, voisins et de la surveillante de l'immeuble où il habite, Barbara Sergueïevna Pliouchtch (jouée par Nonna Mordyoukova).
Toujours dans l'espoir de récupérer le « bras de diamant » de Gorbounkov, Kozodoïev l'invite à la pêche, espérant l'assommer et retirer le plâtre dans un coin tranquille. Ensuite, avec son partenaire Lioulik (joué par Anatoli Papanov) Guécha procède à la mise en œuvre de l’opération « Game », selon laquelle Semion Semenovich doit être enivré dans le restaurant Saule pleureur tandis que la séductrice Anna Sergueïevna (jouée par Svetlana Svetlitchnaïa) attire le modeste économiste dans une chambre de l'hôtel Atlantic et dissout des somnifères dans son verre.
Semion Semenovitch a beau être non seulement un citoyen, mais aussi un père de famille exemplaire qui résiste aux tentations, sa relation avec sa femme Nadia (jouée par Nina Grebetchkova) se complique lorsqu'elle l'aperçoit à l'hôtel avec Anna Sergueïevna. Pensant que son mari la trompe, Nadia quitte le domicile familial avec ses enfants. Par la suite, l'identité du chef des contrebandiers est révélée, lui qui tout au long de l'action est resté dans l’ombre. Les contrebandiers tentent d'échapper à la police en voiture. Après une poursuite impliquant un hélicoptère qui soulève la voiture dans les airs, l'opération pour les capturer se termine par un succès et la famille Gorbounkov est réunie dans l'honneur.

## Autour du film
De nombreuses scènes ont été tournées à Sotchi, à Batoumi, à Bakou et à bord du paquebot Ukraine (Украина, l'ancien Basarabia confisqué au Service maritime roumain en 1945 par l'URSS) qui dans le film est dénommé « Mikhaïl Svetlov ».
Avec plus de 76,7 millions d'entrées, c'est l'un des films ayant fait le plus d'entrées en Union soviétique. Les revenus générés par le film sont comparables à ceux du Titanic de James Cameron.

## Fiche technique
- Titre : Le Bras de diamant
- Titre original : Бриллиантовая рука
- Réalisation : Leonid Gaïdaï
- Scénario : Iakov Kostioukovski, Moris Slobodskoï, Leonid Gaïdaï
- Photographie : Igor Tchernykh
- Musique originale : Alexandre Zatsepine
- Production : Mosfilm
- Pays :  Union soviétique
- Genre : comédie
- Durée : 94 minutes
- Langue : russe
- Sortie : 1968

## Distribution
- Iouri Nikouline : Semion Semionovitch Gorbounkov, économiste chez Guiproryba
- Nina Grebechkova : Nadia, la femme de Gorbounkov
- Andreï Mironov : Guennadi Kozodoïev, surnommé Guécha
- Anatoli Papanov : Liolik, l'assistant du chef
- Nonna Mordioukova : Varvara Plouchtch, gardienne d'immeuble
- Leonid Kanevski : le contrebandier
- Svetlana Svetlitchnaïa : Anna Sergueïevna, la femme fatale
- Andreï Faït : le vendeur de tickets de loterie / le visiteur du restaurant Le Saule pleureur
- Vladimir Gouliaev : Volodia, lieutenant de milice
- Nikolaï Trofimov : colonel de milice
- Aleksandr Khvylia : Boris Savelievitch
- Tatiana Nikoulina : la guide touristique d'Istanbul
- Maksim Nikouline : le garçonnet pêcheur (non crédité)
- Leonid Gaïdaï : l'alcoolique (non crédité)
- Stanislav Tchekan : Mikhaïl Ivanovitch, capitaine (puis, à la fin du film - major) de milice
- Nikolaï Romanov : Chef